# Svátek práce
Svátek práce nebo 1. máj je mezinárodní svátek pracujících, který se od roku 1890 slaví 1. května. Svátek zavedla v roce 1889 II. internacionála na paměť vypuknutí stávky amerických dělníků v Chicagu dne 1. května 1886, která vyústila v Haymarketský masakr a následné soudní řízení. V českých zemích se poprvé slavil v roce 1890 na Střeleckém ostrově v Praze. 
Ve Spojených státech a Kanadě se Svátek práce, Labor Day, slaví první pondělí v měsíci září.

## Vznik Svátku práce

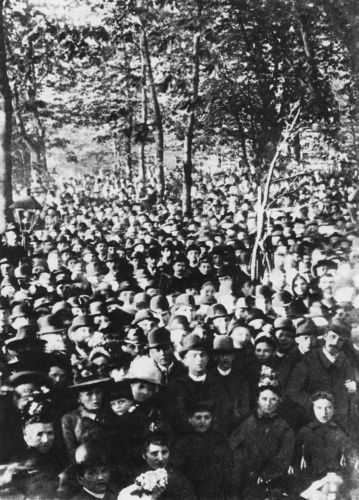
Tábor lidu 1. května 1890, počátek české tradice prvomájových dělnických oslav (Střelecký ostrov)

Dne 1. května 1886 proběhla pod vedením odborů a anarchistů celodenní stávka vyhlášená anarchistickým deníkem The Alarm, usilující o osmihodinovou pracovní dobu bez ztráty peněz. Celkově stávkovalo asi 300 000 dělníků. 3. května proběhlo v Chicagu shromáždění, při kterém došlo ke střetu demonstrantů s pořádkovými silami, při kterém přišlo o život několik stávkujících v důsledku policejní palby. 4. května zemřelo několik lidí při demonstraci na Haymarket Square kvůli výbuchu bomby, za což byli obviněni a následně (avšak bez důkazů) odsouzeni k smrti anarchisté August Spies, Albert Parsons, Adolph Fisher, George Engel a Louis Lingg. První čtyři jmenovaní byli popraveni 11. listopadu 1887, Louis Lingg spáchal sebevraždu již den předtím. Poprvé se Svátek práce celostátně v USA slavil 1. května 1888, kdy probíhaly celý den stávky a demonstrace na památku dva roky starých událostí. O rok později (tedy 1889) přijala II. internacionála na návrh francouzských socialistů 1. květen (nebo též 1. máj) za oficiální Svátek práce. Postupně se k oslavě tohoto svátku přidávaly další politické proudy, jako například nacismus (i když ještě roku 1922 trval Adolf Hitler na zákazu tohoto „marxisticko-anarchistického výmyslu“) nebo třeba katolická církev, která jej roku 1955 zasvětila sv. Josefu dělníkovi. 

## Svátek práce v Česku

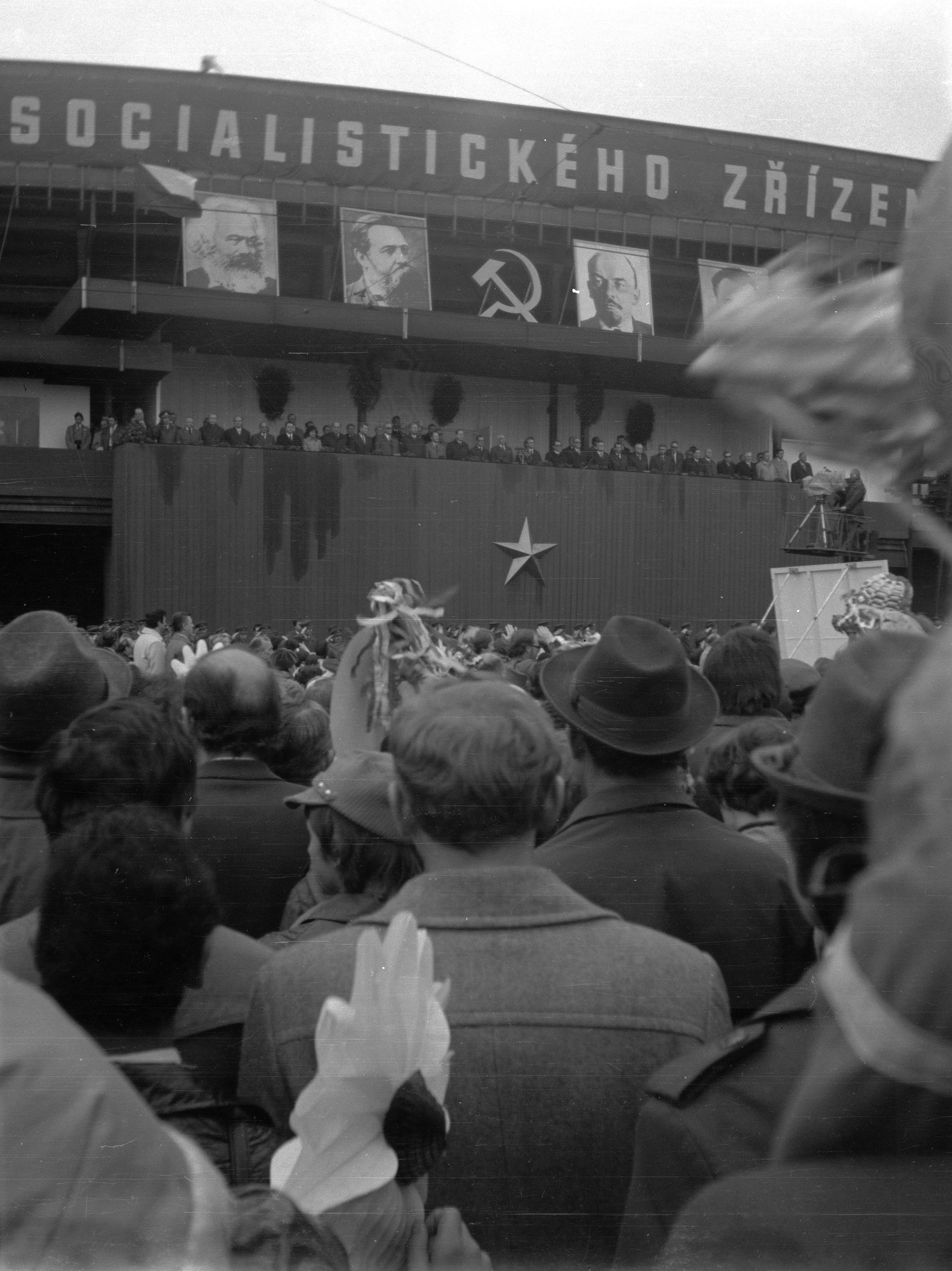
První máj v Praze na Letenské pláni v roce 1981

V českých zemích byl Svátek práce slaven poprvé v roce 1890 na Střeleckém ostrově v Praze. Šlo o součást úsilí dělnického hnutí. Ve fejetonu o této události spisovatel Jan Neruda napsal:
| „                                                                       | Dělníci jsou skoro mlčky, jako když je vídáme chodit houfně navečer z práce: zamlklé na slovo skoupé, s tváří opravdovou – a dnes docela tak železně opravdovou! Nu jenom se podívej – vidíš: tady ji máš už označenu na tváři, tu „elementární sílu“! Ale ani při tom nezatrneš! Cítíš, že síla je ovládána měrnou myšlenkou. A pojednou – jakoby zázrakem – pojednou jsi porozuměl tomu letošnímu „prvnímu máji“, pojednou vidíš, že veškerá posavadní situace společenská i politická jediným trhnutím se dnes pozměnila, ale nejenom už po dnes! | “ |
| — Jan Neruda, Feuileton o I. máji 1890, Československý spisovatel, 1950 | |   |

Jako československý svátek byl 1. květen coby Svátek práce stanoven zákonem č. 65/1925 Sb., účinným od 15. dubna 1925, kdy byl zařazen mezi památné dny. Tím zůstal i během existence Protektorátu Čechy a Morava (1939–1945) a následných let. Podle nového svátkového zákona č. 93/1951 Sb., účinného od 1. ledna 1952, byl 1. květen dnem pracovního klidu.
V Československu, podobně jako v dalších socialistických zemích, patřil po druhé světové válce Svátek práce mezi nejdůležitější, organizovaly se masové prvomájové průvody, které procházely městem, často před tribunou s místními představiteli komunistické moci. Účast na oslavách prvního máje byla velmi často nepsaně povinná a nadřízení a učitelé měli nařízeno kontrolovat účast svých podřízených a žáků. Někdy se tento svátek bral jako májová veselice. V průvodu byly zastoupeny národní a družstevní podniky, školy i různé zájmové organizace (např. organizace Svazarmu či Červený kříž). Kromě pěších účastníků městem projížděly i alegorické vozy. Neodmyslitelnou součástí průvodů byly nejrůznější transparenty a mávátka. V československém prostředí nahrával propagaci této akce i ten fakt, že 5. květen a 9. květen (což jsou významné dny z konce 2. světové války) byly časově blízké. Užívalo se tehdy zcela běžně propagační sousloví „slavné májové dny“ a na mnoha letácích a plakátech bývaly uvedeny všechny tyto dny společně, tedy 1., 5. a 9. květen. V těchto dnech se konaly vzpomínkové akce na padlé sovětské a československé vojáky ve druhé světové válce. 
Po rozpadu Československa s koncem roku 1992 převzalo samostatné Česko beze změn československý zákon, který platil až do roku 2000. Na základě nového svátkového zákona č. 245/2000 Sb., s účinností od 9. srpna 2000, byl 1. květen coby Svátek práce zařazen mezi ostatní svátky.